# Daniel Más
Daniel Más Gonzalez (Valência, 9 de maio de 1943 — Rio de Janeiro, 4 de fevereiro de 1989) foi um jornalista e dramaturgo espanhol, naturalizado brasileiro.
Trabalhou durante quase toda sua carreira em jornais cariocas, como O Globo e Última Hora, como colunista social, tendo também assinado matérias nas revistas Vogue e Status.
A partir da década de 1980, escreveu telenovelas e minisséries para a televisão, todas para a Rede Globo. Tinha um estilo ferino e foi sempre um mordaz crítico da sociedade brasileira.
Morreu em 4 de fevereiro de 1989 aos 45 anos, devido a complicações causadas pela AIDS.

## Carreira

### Televisão
- 1966 - Um Rosto de Mulher[1]
- 1982 - Avenida Paulista[1]
- 1983 - Guerra dos Sexos
- 1983 - Moinhos de Vento
- 1984 - Transas e Caretas
- 1985 - Um Sonho a Mais[1]
- 1986 - Armação Ilimitada
- 1987 - Bambolê[1]

### Cinema
- 1985 - Os Bons Tempos Voltaram: Vamos Gozar Outra Vez